# Semaeopus duplicata
Semaeopus duplicata är en fjärilsart som beskrevs av W. Warren 1905. Semaeopus duplicata ingår i släktet Semaeopus och familjen mätare. Inga underarter finns listade i Catalogue of Life.